# ウィノナ・ライダー
ウィノナ・ライダー（英語: Winona Ryder, 1971年10月29日 - ）は、アメリカ合衆国の女優、映画プロデューサー。

## 生い立ち
本名はウィノナ・ローラ・ホロウィッツ（Winona Laura Horowitz）で、出生地であるミネソタ州ウィノナにちなんでつけられた。東欧ユダヤ系の両親がヒッピーだったので、幼い頃からコミューンで育つ。後見人は心理学者のティモシー・リアリーである。11歳の時に父親が再婚。父は作家兼出版業者、継母は教育ビデオの制作者。継母の連れ子の兄姉と異母弟がいる。
高校では芸能活動をしていたことや華奢でボーイッシュな容姿を理由に酷いいじめを受けていたため、通学を免除されリポート提出をもってそれに代わる処置を施され卒業する。10代の頃に境界性パーソナリティ障害を患っていたということを後に告白している。

## キャリア
12歳の時にオーディションに合格して舞台に出るようになる。1986年の『ルーカスの初恋メモリー』で映画デビュー。
1989年、学校内の上下関係をシニカルに描いた『ヘザース/ベロニカの熱い日』で青少年の支持を得、1990年の『恋する人魚たち』ではゴールデングローブ賞 助演女優賞にノミネートされる。1993年の『エイジ・オブ・イノセンス/汚れなき情事』ではゴールデングローブ賞 助演女優賞を受賞、また同作ではアカデミー助演女優賞等、主要な映画賞にノミネートされた。その翌年には『若草物語』でジョー役を演じ、アカデミー主演女優賞にノミネートされた。
初期のティム・バートン作品の常連でもあった。
1999年、『17歳のカルテ』ではプロデューサーとしても手腕を発揮した。
2000年、それまでの功績が称えられ、ハリウッド・ウォーク・オブ・フェームに名前が刻まれた。
2016年、『ストレンジャー・シングス 未知の世界』でゴールデングローブ賞ドラマ部門女優賞にノミネートされた（映画を含めると自身23年ぶりのノミネート）。また、本作で全米映画俳優組合賞アンサンブル賞（ドラマシリーズ）を受賞した。

## 私生活
1989年から1990年までは俳優のクリスチャン・スレーターと交際。1990年から『シザーハンズ』で共演した俳優のジョニー・デップと交際を始め、婚約するが、1993年に破局。ミュージシャンのデヴィッド・ピルナー、俳優のダニエル・デイ＝ルイスやマット・デイモンと交際した時期もある。2011年からエコデザインをしているスコット・マッキンレー・ハーンと交際している。
2001年12月13日にビバリーヒルズで約5500ドルの商品を窃盗し逮捕された。2002年11月6日の裁判で「3年の保護観察と480時間の社会奉仕、1万ドルの罰金」の有罪判決が下された。2004年に「重罪」から「軽犯罪」に減刑される。

## 主な出演作品

### 映画
| 公開年 | 邦題 原題                                                    | 役名                                  | 備考 | 吹き替え                                                                 |
| ------ | ------------------------------------------------------------ | ------------------------------------- | --- | ------------------------------------------------------------------------ |
| 1986   | ルーカスの初恋メモリー Lucas                                 | リナ                                  | | 渕崎ゆり子                                                               |
| 1987   | スクエアダンス Square Dance                                  | ジェマ・ディラード                    | | 吹き替え版無し                                                           |
| 1988   | ビートルジュース Beetlejuice                                 | リディア・ディーツ                    | | 勝生真沙子                                                               |
| 1988   | 1969                                                         | ベス・カー                            | | 横山智佐                                                                 |
| 1989   | ヘザース/ベロニカの熱い日 Heathers                           | ベロニカ・ソーヤ                      | | 吹き替え版無し                                                           |
| 1989   | グレート・ボールズ・オブ・ファイヤー Great Balls of Fire!    | マイラ・ゲイル・ブラウン              | | 吹き替え版無し                                                           |
| 1990   | 悲しみよさようなら Welcome Home, Roxy Carmichael             | ディンキー・ボセッティ                | | 吹き替え版無し                                                           |
| 1990   | シザーハンズ Edward Scissorhands                             | キム・ボッグス                        | | 玉川砂記子（ソフト版、テレビ朝日版）                                     |
| 1990   | 恋する人魚たち Mermaids                                      | シャーロット・フラックス              | ゴールデングローブ賞 助演女優賞ノミネート                                                                | 矢島晶子（テレビ東京版）                                                 |
| 1991   | ナイト・オン・ザ・プラネット Night on Earth                  | コーキー                              | オムニバス映画（「ロサンゼルス」パート）                                                                 | 安達忍                                                                   |
| 1992   | ドラキュラ Bram Stoker's Dracula                             | ミナ・マリー/エリザベータ             | | 日野由利加（旧ソフト版） 弓場沙織（新ソフト版） 松本梨香（テレビ朝日版） |
| 1993   | エイジ・オブ・イノセンス/汚れなき情事 The Age of Innocence   | メイ・ウェルランド                    | ゴールデングローブ賞 助演女優賞受賞 アカデミー助演女優賞ノミネート 英国アカデミー賞 助演女優賞ノミネート | 日野由利加                                                               |
| 1993   | 愛と精霊の家 The House of the Spirits                        | ブランカ・トルエバ                    | | 佐々木優子                                                               |
| 1994   | リアリティ・バイツ Reality Bites                             | リレイラ・ピアース                    | | 小林優子                                                                 |
| 1994   | 若草物語 Little Woman                                        | ジョセフィーン・“ジョー”・マーチ      | アカデミー主演女優賞ノミネート                                                                           | 日野由利加                                                               |
| 1995   | キルトに綴る愛 How to Make an American Quilt                 | フィン・ドッド                        | | 小林優子                                                                 |
| 1996   | BOYS Boys                                                    | パティ・ヴァレ                        | | 吹き替え版無し                                                           |
| 1996   | リチャードを探して Looking for Richard                       | レディ・アン                          | ドキュメンタリー作品                                                                                     | 相沢恵子                                                                 |
| 1996   | クルーシブル The Crucible                                    | アビゲイル・ウィリアムズ              | | 岡本麻弥                                                                 |
| 1997   | エイリアン4 Alien: Resurrection                              | アナリー・コール                      | | 日野由利加（ソフト版） 高乃麗（フジテレビ版）                            |
| 1998   | セレブリティ Celebrity                                       | ノーラ                                | | 山崎美貴                                                                 |
| 1999   | マルコヴィッチの穴 Being John malkovitch                     | 本人                                  | カメオ出演                                                                                               |                                                                          |
| 1999   | 17歳のカルテ Girl, Interrupted                               | スザンナ・ケイセン                    | 兼製作総指揮                                                                                             | 高橋理恵子                                                               |
| 2000   | ロスト・ソウルズ Lost Souls                                  | マヤ・ラーキン                        | | 松谷彼哉                                                                 |
| 2000   | オータム・イン・ニューヨーク Autumn in New York              | シャーロット・フィールディング        | ゴールデンラズベリー賞 最低スクリーンカップル賞ノミネート                                                | 日野由利加                                                               |
| 2001   | ズーランダー Zoolander                                       | 本人                                  | カメオ出演                                                                                               | 朴璐美                                                                   |
| 2002   | Mr.ディーズ Mr.Deeds                                         | ベイブ・ベネット/パム・ドーソン       | ゴールデンラズベリー賞 最低主演女優賞ノミネート                                                          | 日野由利加                                                               |
| 2002   | シモーヌ S1m0ne                                              | ニコラ・アンダース                    | | 朴璐美                                                                   |
| 2003   | The Day My God Died                                          | ナレーター                            | ドキュメンタリー作品 プロデューサー兼任                                                                  |                                                                          |
| 2004   | サラ、いつわりの祈り The Heart Is Deceitful above All Things | 精神科医                              | クレジットなし                                                                                           | 吹き替え版無し                                                           |
| 2006   | スキャナー・ダークリー A Scanner Darkly                      | ドナ・ホーソーン                      | | 石塚理恵                                                                 |
| 2006   | ダーウィン・アワード The Darwin Awards                       | シリ・テイラー                        | | 小林さやか                                                               |
| 2007   | 幸せになるための10のバイブル The Ten                         | ケリー・ラフォンダ                    | | 大倉彩                                                                   |
| 2007   | セックス・カウントダウン Sex and Death 101                   | ジリアン・デ・ライシク / Death Nell   | | 吹き替え版無し                                                           |
| 2007   | Welcome                                                      | Cynthia                               | 短編映画                                                                                                 | 吹き替え版無し                                                           |
| 2008   | インフォーマーズ セックスと偽りの日々 The Informers          | シェリル・レイン                      | | 吹き替え版無し                                                           |
| 2008   | 嘘つきは恋の始まり The Last Word                             | シャーロット・モリス                  | 日本劇場未公開                                                                                           | 吹き替え版無し                                                           |
| 2009   | Water Pills                                                  | Carrie                                | 短編映画                                                                                                 | 吹き替え版無し                                                           |
| 2009   | スター・トレック Star Trek                                   | アマンダ・グレイソン                  | | 岡寛恵                                                                   |
| 2009   | 草食男子の落とし方 Stay Cool                                 | スカーレット・スミス                  | | 吹き替え版無し                                                           |
| 2009   | 50歳の恋愛白書 The Private Lives of Pippa Lee                | サンドラ・ドゥレス                    | | 岡寛恵                                                                   |
| 2010   | ブラック・スワン Black Swan                                  | ベス・マッキンタイア / The Dying Swan | | 園崎未恵                                                                 |
| 2011   | 僕が結婚を決めたワケ The Dilemma                             | ジェニーヴァ・バックマン              | | 小林さやか                                                               |
| 2012   | フランケンウィニー Frankenweenie                             | エルザ・ヴァン・ヘルシング            | ストップモーション・アニメ作品 声の出演                                                                  | 南里侑香                                                                 |
| 2012   | パラノイド・シンドローム The Letter                          | マルティーヌ                          | |                                                                          |
| 2012   | THE ICEMAN 氷の処刑人 The Iceman                             | デボラ・ククリンスキー                | | 佐々木愛                                                                 |
| 2013   | バトルフロント Homefront                                     | シェリル・モット                      | | 志田有彩                                                                 |
| 2015   | アイヒマンの後継者 ミルグラム博士の恐るべき告発 Experimenter | サーシャ・ミリガン                    | | 榊原奈緒子                                                               |
| 2018   | おとなの恋は、まわり道 Destination Wedding                   | リンゼイ                              | | 日野由利加                                                               |
| 2022   | Gone in the Night                                            | Kath                                  | [ 7 ] |                                                                          |
| 2023   | ホーンテッドマンション Haunted Mansion                       | パット                                | | ブリドカットセーラ恵美                                                   |
| 2024   | ビートルジュース ビートルジュース Beetlejuice Beetlejuice    | リディア・ディーツ                    | | 坂本真綾                                                                 |

### テレビドラマ
| 年          | 邦題 原題                                               | 役名                      | 備考                                                     | 日本語吹替 |
| ----------- | ------------------------------------------------------- | ------------------------- | -------------------------------------------------------- | ---------- |
| 1994        | ザ・シンプソンズ The Simpsons                           | アリソン・テイラー        | シーズン6 第2話「ライバルはウィノナ・ライダー」          | 千葉麗子   |
| 1996        | Dr. Katz, Professional Therapist                        | Winona (voice)            | Episode: "Monte Carlo"                                   |            |
| 1998        | The Larry Sanders Show                                  | 本人                      | Episode: "Another List"                                  |            |
| 2000        | Strangers with Candy                                    | Fran                      | Episode: "The Last Temptation of Blank"                  |            |
| 2001        | フレンズ Friends                                        | メリッサ・ウォーバートン  | シーズン7 第20話「レイチェルとウィノナ・ライダーの秘密」 | 松本梨香   |
| 2002        | サタデー・ナイト・ライブ Saturday Night Live            | 本人 / 司会               | Episode: "Winona Ryder/Moby"                             |            |
| 2010        | When Love Is Not Enough                                 | Lois Wilson               | テレビ映画                                               |            |
| 2013 – 2014 | Drunk History                                           | Mary Dyer / Peggy Shippen | 2 episodes                                               |            |
| 2014        | MI5: 灼熱のコンスパイラシー Turks & Caicos              | メラニー                  | テレビ映画                                               |            |
| 2015        | Show Me a Hero                                          | Vinni Restiano            | 4 episodes                                               |            |
| 2016 –      | ストレンジャー・シングス 未知の世界 Stranger Things     | ジョイス・バイヤーズ      | メインキャスト Netflixオリジナルシリーズ                 | 園崎未恵   |
| 2020        | プロット・アゲンスト・アメリカ The Plot Against America | エヴリン・フィンケル      | 主演                                                     |            |
| 2020        | Sarah Cooper: Everything's Fine                         | Lacey Groin               | テレビスペシャル                                         |            |

### ドキュメンタリー
- 国際共同制作シリーズ スペースシップアースの未来（2013年 - 2014年） - ナビゲーター

### CM
- マックスファクター
- 森永乳業マウントレーニア
- スバル・インプレッサスポーツワゴン（1998年）
- スバル・ヴィヴィオ
- PANDORA（2025年）

### MV
| 年   | タイトル                                                  | アーティスト                                     | 役名                         | Ref.        |
| ---- | --------------------------------------------------------- | ------------------------------------------------ | ---------------------------- | ----------- |
| 1989 | "Debbie Gibson Is Pregnant with My Two-Headed Love Child" | モジョ・ニクソン & Skid Roper                    | Pregnant Bride Debbie Gibson |             |
| 1990 | "The Shoop Shoop Song (It's in His Kiss)"                 | シェール                                         | Herself / Charlotte Flax     |             |
| 1992 | "Love Song for a Vampire"                                 | アニー・レノックス                               | Wilhelmina "Mina" Murray     |             |
| 1993 | "Locked Out"                                              | クラウデッド・ハウス                             | 本人役                       |             |
| 1998 | 『トーク・アバウト・ブルース』                            | ジョン・スペンサー・ブルース・エクスプロージョン | ジョン・スペンサー           | [ 8 ] [ 9 ] |
| 2012 | "Here with Me"                                            | ザ・キラーズ                                     | Wax Girl                     |             |

## 主な受賞
- 1990年 ナショナル・ボード・オブ・レビュー 助演女優賞 『恋する人魚たち』
- 1993年 ゴールデングローブ賞 助演女優賞 『エイジ・オブ・イノセンス/汚れなき情事』
- 1993年 ナショナル・ボード・オブ・レビュー 助演女優賞 『エイジ・オブ・イノセンス/汚れなき情事』
- 1994年 カンザスシティ映画批評家協会賞 主演女優賞『若草物語』